# Grodnoavia
Grodnoavia (in russo Авиакомпания Гродно?, Aviakompanija Grodno) è stata una compagnia aerea bielorussa con base tecnica e hub principale all'Aeroporto di Hrodna, in Bielorussia occidentale.
Grodnoavia eserciva una rete di voli merci verso le nazioni dell'area CSI. Dal 2008 aveva iniziato lo sviluppo di voli nazionali ed internazionali. A seguito delle sanzioni imposte alla Bielorussia la società è confluita nel febbraio 2024 nella compagnia di bandiera Belavia.

## Flotta
Velivoli utilizzati dall'aerolinea  nel corso degli anni di attività:
- 13 Antonov An-2
- Antonov 12
- Antonov 26
- 1 Antonov An-30
- 1 Antonov An-32
- 1 Antonov An-74-200